# Linköping HC 2023/2024
Säsongen 2023/2024 är Linköping HC:s 24:e säsong i Svenska Hockeyligan och 48:e säsong totalt sedan klubben bildades 1976. Säsongen var lagets tredje respektive andra med Klas Östman som huvudtränare och Peter Jakobsson som sportchef. De assisterande tränarna Jeff Jakobs och Pär Arlbrandt gjorde sin andra respektive första säsong i klubben. Oscar Fantenberg utsågs till ny lagkapten: han tog över denna roll från Jonas Junland som haft titeln sedan januari 2020. Broc Little gick in på sin sjätte säsong som assisterande lagkapten medan Markus Ljungh och Linus Hultström gjorde sin fjärde respektive första.
Inför säsongen värvades endast fyra nya spelare; de båda kanadensarna Remi Elie och Taylor Leier, Arvid Aronsson från BIK Karlskoga, samt William Worge Kreü som återvände till Linköping efter två säsonger med IK Oskarshamn. Ben Maxwell och Craig Schira som båda spelat två säsonger för Linköping lämnade klubben inför denna säsong. Ett år i förtid bröt man också avtalet med Petrus Palmu. Även de båda egna produkterna, Elliot Ekmark och Georg Weigelt lämnade laget. De assisterande tränarna Gereon Dahlgren och Tomas Montén lämnade klubben inför denna säsong.

## Försäsong
Kort efter att säsongen 2022/23 avslutats meddelade Linköping HC att lagkaptenen Jonas Junland inte skulle vara med och träna med laget inför den kommande säsongen; Junland skulle istället fokusera på rehabilitering efter en tids skadeproblematik. I början av augusti 2023 presenterades Oscar Fantenberg som ny lagkapten för Linköping HC. Samtidigt bekräftades det att både Markus Ljungh och Broc Little fortsätter som assisterande lagkaptener, tillsammans med Linus Hultström. Under ett träningspass den 8 augusti ådrog sig Fantenberg en skada vilken innebär att han behövde opereras och därmed missade samtliga träningsmatcher såväl som inledningen av grundserien.
Den 9 augusti 2023 åkte laget till Gotland för ett träningsläger. Där spelade man också säsongens första träningsmatch, en 6–3-förlust mot IK Oskarshamn. I samma match ådrog sig nyförvärvet Remi Elie en skada, vilken höll honom från spel de förljande fem matcherna. Laget spelade sedan ytterligare fyra matcher under augusti månad, där man gick segrande ur samtliga, mot; Växjö Lakers HC, Malmö Redhawks, Västerås IK och Leksands IF. Första delen av september avslutades försäsongen med en förlust (Frölunda HC) och en seger (Örebro HK).
Carl-Johan Stålhammar bekräftades som ny VD för Linköping Hockey Club den 12 juni 2023. Stålhammar tillträdde den 14 september samma år.

### Träningsmatcher
Spelschemat för Linköping HC:s försäsongsmatcher publicerades den 6 juni 2023.

## Ordinarie säsong

### Tabellställning
| Nr | Lag                  | S  | V  | ÖV | ÖF | F  | GM  | IM  | MS  | P   |
| -- | -------------------- | -- | -- | -- | -- | -- | --- | --- | --- | --- |
| 1  | Färjestad BK         | 52 | 30 | 3  | 8  | 11 | 176 | 123 | +53 | 104 |
| 2  | Växjö Lakers HC (RM) | 52 | 29 | 4  | 4  | 15 | 162 | 110 | +52 | 99  |
| 3  | Skellefteå AIK       | 52 | 27 | 6  | 4  | 15 | 154 | 111 | +43 | 97  |
| 4  | Frölunda HC          | 52 | 24 | 10 | 4  | 14 | 144 | 119 | +25 | 96  |
| 5  | Leksands IF          | 52 | 27 | 3  | 5  | 17 | 149 | 123 | +26 | 92  |
| 6  | Linköping HC         | 52 | 23 | 4  | 8  | 17 | 152 | 146 | +6  | 85  |
| 7  | Luleå HF             | 52 | 21 | 7  | 3  | 21 | 130 | 116 | +14 | 80  |
| 8  | Timrå IK             | 52 | 22 | 3  | 8  | 19 | 133 | 137 | −4  | 80  |
| 9  | Rögle BK             | 52 | 17 | 7  | 5  | 23 | 117 | 133 | −16 | 70  |
| 10 | Örebro HK            | 52 | 14 | 9  | 7  | 22 | 115 | 138 | −23 | 67  |
| 11 | Modo (U)             | 52 | 15 | 8  | 6  | 23 | 130 | 162 | −32 | 67  |
| 12 | Malmö Redhawks       | 52 | 16 | 5  | 7  | 24 | 138 | 150 | −12 | 65  |
| 13 | HV71                 | 52 | 13 | 5  | 4  | 30 | 130 | 175 | −45 | 53  |
| 14 | IK Oskarshamn        | 52 | 8  | 4  | 5  | 35 | 110 | 197 | −87 | 37  |

### Grundseriematcher
Grundseriens spelschema publicerades den 10 maj 2023 på SHL:s officiella webbplats. Linköping HC inledde grundserien på bortaplan den 14 september 2023 i en match mot HV71, och avslutade mot Örebro IK på hemmaplan den 12 mars 2024.

## Trupp
| Nr | Nat  | Spelare              | Pos  | S/H | Ålder | Värvad | Födelseort           |
| -- | ---- | -------------------- | ---- | --- | ----- | ------ | -------------------- |
| 55 | SWE  | Arvid Aronsson       | B    | L   | 27    | 2023   | Kungsbacka, Sverige  |
| 90 | CAN  | Lance Bouma          | C/LW | L   | 34    | 2023   | Provost, Kanada      |
| 25 | SWE  | Filip Bystedt        | C    | L   | 21    | 2022   | Linköping, Sverige   |
| 14 | SWE  | Arvid Costmar        | C    | R   | 23    | 2020   | Stockholm, Sverige   |
| 21 | SWE  | Christoffer Ehn      | C/LW | L   | 28    | 2021   | Lidköping, Sverige   |
| 18 | CAN  | Remi Elie            | C/LW | L   | 29    | 2023   | Green Valley, Kanada |
| 5  | SWE  | Oscar Fantenberg (C) | B    | L   | 33    | 2022   | Ljungby, Sverige     |
| 22 | HUN  | Vilmos Galló         | W    | L   | 28    | 2021   | Budapest, Ungern     |
| 13 | USA  | Anthony Greco        | RW   | L   | 31    | 2023   | New York, USA        |
| 3  | SWE  | Linus Hultström (A)  | B    | R   | 32    | 2022   | Vimmerby, Sverige    |
| 4  | SWE  | Mattias Hävelid      | B    | R   | 21    | 2021   | Täby, Sverige        |
| 63 | SWE  | Marcus Högberg       | M    | L   | 30    | 2021   | Örebro, Sverige      |
| 44 | SWE  | Jonas Junland        | B    | L   | 37    | 2020   | Linköping, Sverige   |
| 77 | CAN  | Taylor Leier         | LW   | L   | 31    | 2023   | Saskatoon, Kanada    |
| 41 | USA  | Broc Little (A)      | LW   | L   | 36    | 2018   | Phoenix, USA         |
| 61 | SWE  | Markus Ljungh (A)    | C    | L   | 34    | 2020   | Västerås, Sverige    |
| 31 | SWE  | Jesper Myrenberg     | M    | L   | 24    | 2022   | Täby, Sverige        |
| 8  | SWE  | Jonathan Myrenberg   | B    | R   | 21    | 2021   | Täby, Sverige        |
| 28 | SWE  | John Nyberg          | B    | L   | 28    | 2021   | Göteborg, Sverige    |
| 37 | SWE  | Jesper Pettersson    | B    | R   | 30    | 2021   | Stockholm, Sverige   |
| 39 | CAN  | Ty Rattie            | RW   | R   | 32    | 2022   | Calgary, Kanada      |
| 19 | DEN  | Patrick Russell      | RW   | R   | 32    | 2021   | Birkerød, Danmark    |
| 17 | SWE  | Sebastian Strandberg | C    | L   | 32    | 2022   | Visingsö, Sverige    |
| 11 | SWE  | Henrik Törnqvist     | RW   | R   | 28    | 2019   | Motala, Sverige      |
| 26 | SWE  | Fabian Wagner        | C/RW | L   | 20    | 2022   | Nyköping, Sverige    |
| 27 | SWE  | William Worge Kreü   | B    | L   | 24    | 2023   | Linköping, Sverige   |

Utlånade spelare
| Nr | Nat  | Spelare        | Pos | S/H | Ålder | Värvad | Födelseort |
| -- | ---- | -------------- | --- | --- | ----- | ------ | ---------- |
| 56 | SWE  | Elias Sjöström | B   | L   | 21    | 2022   | Sverige    |

### Spelarstatistik
| Rank | Namn                 | Matcher | Mål | Assist | Poäng | Utv. |
| 1.   | Ty Rattie            | 52      | 21  | 26     | 47    | 18   |
| 2.   | Broc Little          | 52      | 17  | 24     | 41    | 8    |
| 3.   | Patrick Russell      | 49      | 21  | 12     | 33    | 45   |
| 4.   | Markus Ljungh        | 47      | 14  | 15     | 29    | 10   |
| 5.   | Sebastian Strandberg | 52      | 10  | 17     | 27    | 14   |
| 6.   | Remi Elie            | 49      | 10  | 16     | 26    | 24   |
| 7.   | Linus Hultström      | 50      | 8   | 17     | 25    | 16   |
| 8.   | Oscar Fantenberg     | 42      | 3   | 20     | 23    | 20   |
| 9.   | Jesper Pettersson    | 49      | 3   | 18     | 21    | 68   |
| 10.  | Filip Bystedt        | 47      | 8   | 9      | 17    | 2    |
| 11.  | Christoffer Ehn      | 52      | 4   | 13     | 17    | 14   |
| 12.  | Anthony Greco        | 33      | 6   | 9      | 15    | 35   |
| 13.  | John Nyberg          | 45      | 4   | 10     | 14    | 16   |
| 14.  | Mattias Hävelid      | 43      | 2   | 10     | 12    | 8    |
| 15.  | Jonathan Myrenberg   | 50      | 2   | 9      | 11    | 8    |
| 16.  | Arvid Costmar        | 40      | 5   | 5      | 10    | 8    |
| 17.  | William Worge Kreü   | 46      | 1   | 8      | 9     | 14   |
| 18.  | Lance Bouma          | 41      | 2   | 6      | 8     | 35   |
| 19.  | Vilmos Galló         | 51      | 5   | 2      | 7     | 12   |
| 20.  | Taylor Leier         | 30      | 4   | 2      | 6     | 4    |
| 21.  | Fabian Wagner        | 41      | 1   | 5      | 6     | 4    |
| 22.  | Arvid Aronsson       | 36      | 1   | 2      | 3     | 12   |
| 23.  | Henrik Törnqvist     | 8       | 0   | 2      | 2     | 4    |
| 24.  | Max Forsell          | 1       | 0   | 0      | 0     | 0    |
| 25.  | Adam Aunes Johansson | 2       | 0   | 0      | 0     | 0    |
| 25.  | Erik Brenkle         | 2       | 0   | 0      | 0     | 0    |
| 25.  | Georg Weigelt        | 2       | 0   | 0      | 0     | 0    |
| 25.  | Felix Öhrqvist       | 2       | 0   | 0      | 0     | 0    |
| 29.  | Arvid Westlin        | 17      | 0   | 0      | 0     | 0    |

### Målvaktsstatistik
| Rank | Namn             | Matcher | Vinster | Förluster | Nollor |
| 1.   | Marcus Högberg   | 40      | 21      | 18        | 4      |
| 2.   | Jesper Myrenberg | 13      | 6       | 7         | 2      |

## Transaktioner

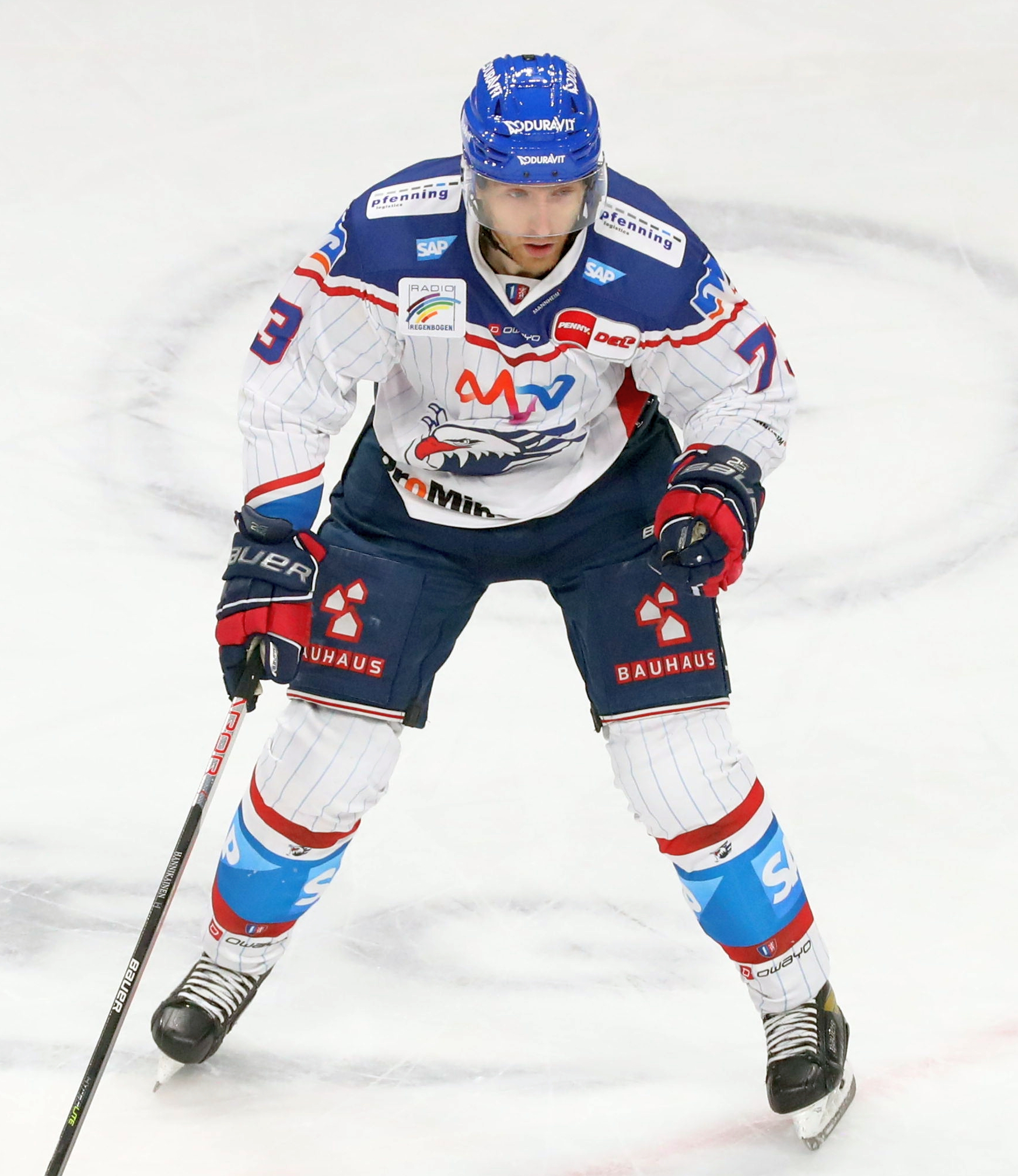
Markus Hännikäinen lämnade Linköping och återvände till sin föregående klubb, Adler Mannheim.

Under de två första månaderna av 2023 förlängde Linköping avtalen med två spelare. I januari skrev junioren Fabian Wagner ett treårskontrakt med klubben. Månaden därpå, den 16 februari, bekräftades det att Patrick Russell förlängt sitt avtal med klubben med två år. Efter inledningen av säsongen 2023/24 bekräftades det den 19 oktober 2023 att bröderna Jesper och Jonathan Myrenberg båda förlängt sina avtal med Linköping HC med ytterligare två säsonger.
Linköpings första nyförvärv, backen Arvid Aronsson från BIK Karlskoga i Hockeyallsvenskan, bekräftades den 29 mars. Den följande månaden stod det klart att backen, och den egna produkten, William Worge Kreü återvänt till klubben efter två säsonger med seriekonkurrenten IK Oskarshamn. I slutet av april tillkännagav Linköping att man skrivit tvåårsavtal med de två kanadensiska forwardsen Remi Elie, från Färjestad BK, och Taylor Leier, från den tyska klubben Straubing Tigers. Niklas Olausson, som senast spelat för Linköping 2007, värvades den 22 augusti 2023 på ett treveckorsavtal. Efter att avtalet löpt ut lämnade han klubben på grund av familjeskäl. Den 3 oktober 2023 bekräftade Linköping att man skrivit ett ettårsavtal med Lance Bouma, som föregående säsong representerade Malmö Redhawks. Senare samma månad stod det klart att även Anthony Greco, tidigare i Frölunda HC, rekryterats för återstoden av säsongen.
Sex spelare lämnade Linköping efter säsongen 2022/23, däribland de två kanadensiska spelarna Ben Maxwell och Craig Schira, som båda spelade i klubben under två säsonger. Den finska forwarden Markus Hännikäinen, som anslöt till Linköping i slutet av maj 2022 från Adler Mannheim, lämnade också klubben och återvände till Mannheim. I mars och april 2023 stod det också klart att Georg Weigelt och Elliot Ekmark, som båda spelat juniorishockey för Linköping, lämnat klubben. Den 11 maj samma år stod det också klart att Linköping i samförstånd med Petrus Palmu avslutat dennes kontrakt ett år i förtid. Samma dag bekräftades det också att Elias Sjöström skulle komma att lånas ut till Västerviks IK i Hockeyallsvenskan för hela den kommande säsongen. I november 2023 stod det också klart att Arvid Costmar lånats ut till Djurgårdens IF i samma serie till "slutet av december".
I mitten av juni 2023 skrev både Filip Bystedt och Fabian Wagner treåriga NHL-avtal med de klubbarna de draftades av 2022; San Jose Sharks respektive Winnipeg Jets. Båda två tillbringade dock säsongen 2023/24 med Linköping.
På tränarsidan inledde Linköping säsongen 2022/23 med bland andra Gereon Dahlgren som assisterande tränare. Efter att ha blivit sjukskriven i oktober 2022 togs Tomas Montén in för att ersätta Dahlgren. Montén skrev i december samma år ett avtal med Linköping för återstoden av säsongen, samtidigt som Dahlgren återkom till klubben i början av 2023 efter sin sjukskrivning. Efter säsongen 2022/23 avslutats meddelades det att både Dahlgren och Montén lämnat Linköping samt att en av klubbens tidigare spelare, Pär Arlbrandt, rekryterats som ny assisterande tränare. 8 december 2023 bekräftade Linköping HC att man förlängt avtalet med den assisterande tränaren Jeff Jakobs med ytterligare en säsong.

### Nyförvärv
| Datum           | Namn               | Position | Kontrakt | Tidigare klubb   | Ref    |
| 29 mars 2023    | Arvid Aronsson     | Back     | 2 år     | BIK Karlskoga    | [ 13 ] |
| 4 april 2023    | Pär Arlbrandt      | Tränare  | 2 år     | Linköping HC J20 | [ 33 ] |
| 14 april 2023   | William Worge Kreü | Back     | 2 år     | IK Oskarshamn    | [ 14 ] |
| 29 april 2023   | Remi Elie          | Forward  | 2 år     | Färjestad BK     | [ 15 ] |
| 30 april 2023   | Taylor Leier       | Forward  | 2 år     | Straubing Tigers | [ 16 ] |
| 22 augusti 2023 | Niklas Olausson    | Center   | 3 veckor | Luleå HF         | [ 17 ] |
| 3 oktober 2023  | Lance Bouma        | Forward  | 1 år     | Malmö Redhawks   | [ 19 ] |
| 23 oktober 2023 | Anthony Greco      | Forward  | 1 år     | Frölunda HC      | [ 20 ] |

### Förlängningar
| Datum            | Namn               | Position | Kontrakt | Ref    |
| 13 januari 2023  | Fabian Wagner      | Center   | 3 år     | [ 10 ] |
| 16 februari 2023 | Patrick Russell    | Forward  | 2 år     | [ 11 ] |
| 19 oktober 2023  | Jesper Myrenberg   | Målvakt  | 2 år     | [ 12 ] |
| 19 oktober 2023  | Jonathan Myrenberg | Back     | 2 år     | [ 12 ] |
| 8 december 2023  | Jeff Jakobs        | Tränare  | 1 år     | [ 34 ] |

### Lämnar
| Datum             | Namn               | Position       | Ny klubb         | Ref    |
| 14 mars 2023      | Ben Maxwell        | Center/forward | —                | [ 21 ] |
| 15 mars 2023      | Craig Schira       | Back           | Graz 99ers       | [ 22 ] |
| 15 mars 2023      | Markus Hännikäinen | Forward        | Adler Mannheim   | [ 23 ] |
| 20 mars 2023      | Tomas Montén       | Tränare        | HV71             | [ 32 ] |
| 23 mars 2023      | Georg Weigelt      | Center         | Kristianstads IK | [ 24 ] |
| 19 april 2023     | Elliot Ekmark      | Center         | Almtuna IS       | [ 25 ] |
| 11 maj 2023       | Petrus Palmu       | Forward        | HC TPS           | [ 26 ] |
| —                 | Gereon Dahlgren    | Tränare        | Sverige J20      |        |
| 13 september 2023 | Niklas Olausson    | Center         | Luleå HF         | [ 18 ] |

### Lån ut
| Datum            | Namn           | Position | Utlånad till   | Ref    |
| 11 maj 2023      | Elias Sjöström | Back     | Västerviks IK  | [ 27 ] |
| 15 november 2023 | Arvid Costmar  | Center   | Djurgårdens IF | [ 28 ] |